# Karl Schaden

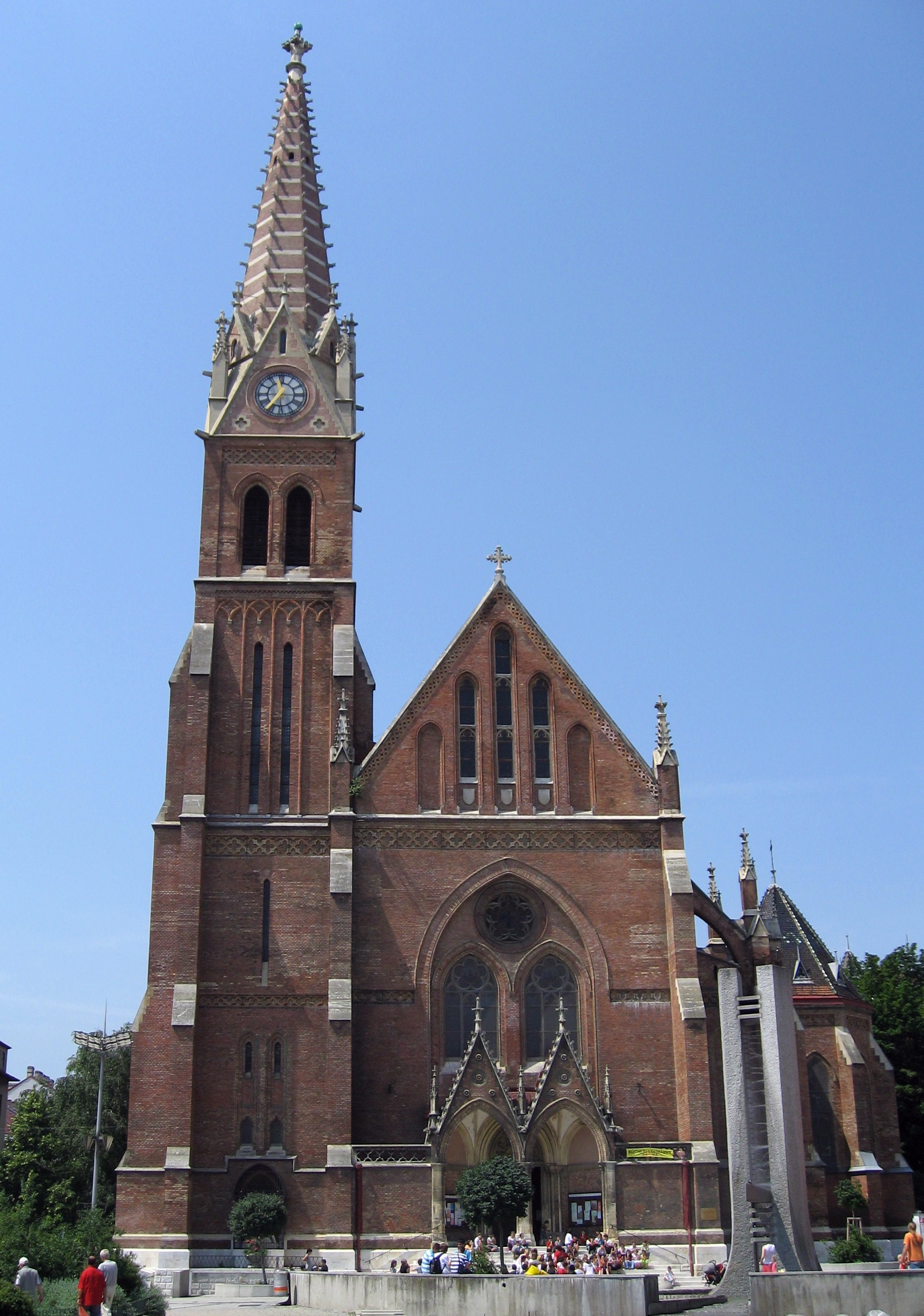
La Rudolfsheimer Pfarrkirche

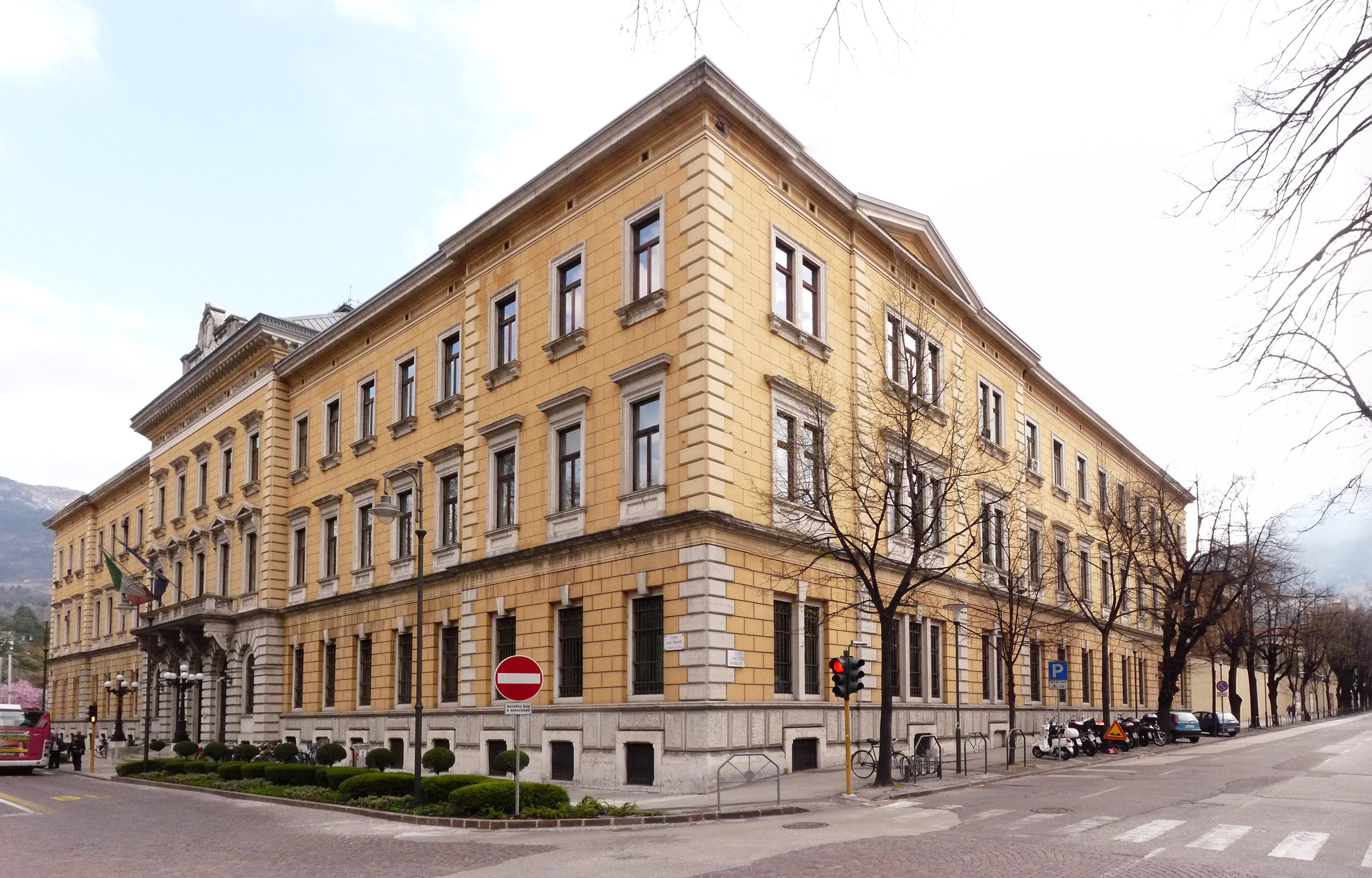
Il Palazzo di Giustizia di Trento

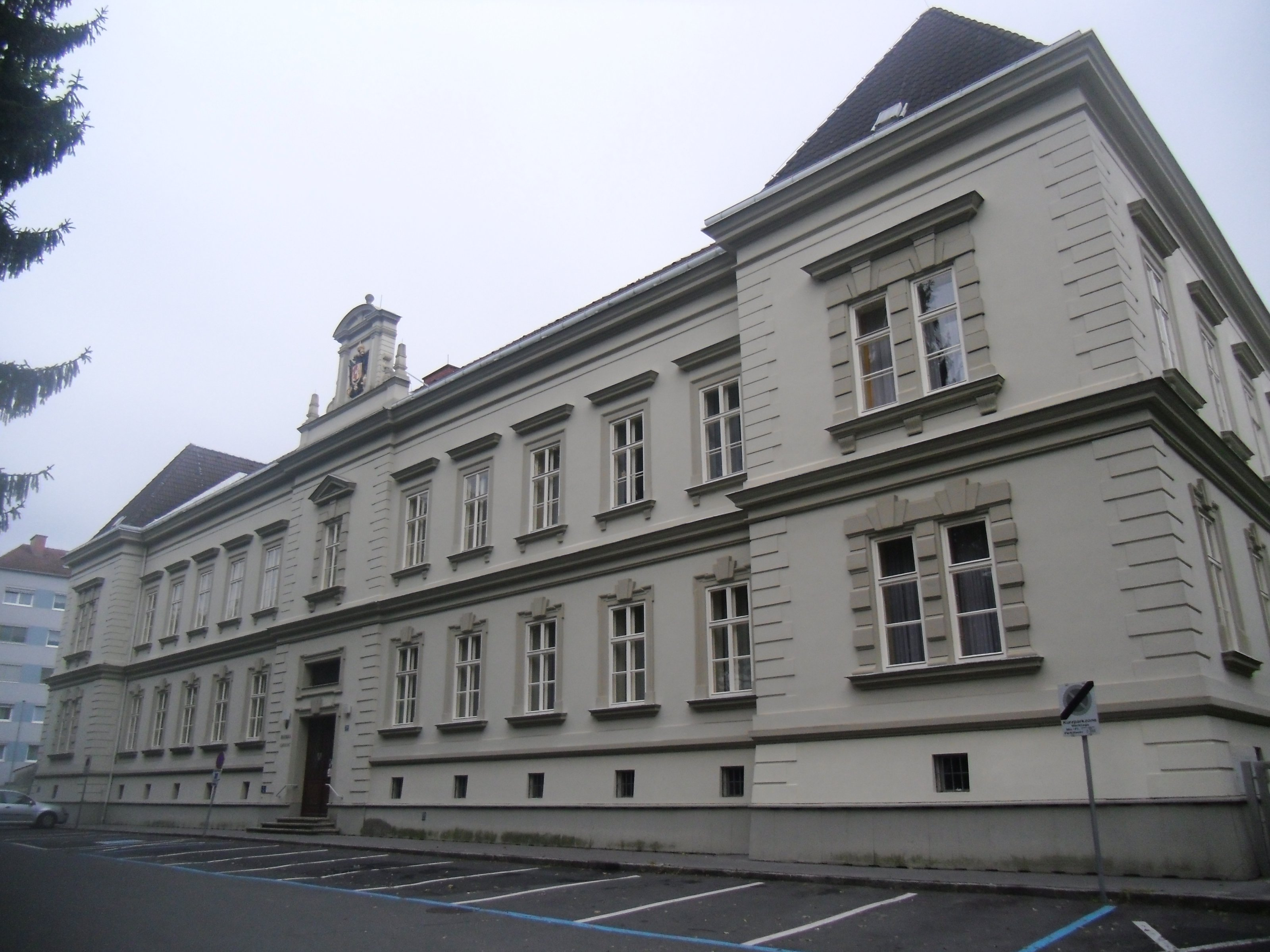
Il Palazzo di Giustizia di Feldbach

Karl Schaden (Vienna, 8 giugno 1843 – Vienna, 6 luglio 1914) è stato un architetto austriaco.

## Biografia
Nato a Vienna (distretto di Döbling), Karl Schaden si è formato presso il collegio tecnico (Technische Hochschule) e l'Accademia Imperiale di Belle Arti di Vienna (k. k. Akademie der bildenden Künste), dove ha frequentato la Meisterschule con Eduard van der Nüll, August Siccard von Siccardsburg e Friedrich Freiherr von Schmidt. È stato membro della Wiener Bauhütte. Nel periodo della scuola di Friedrich von Schmidt (1867-1869) fece molti viaggi di studio (Transilvania, Tirolo, Vorarlberg, Baviera e Baden-Württemberg).
Dopo avere svolto attività di architetto come libero professionista, entrò nell'amministrazione imperiale. A quest'epoca si devono numerose realizzazioni di edifici pubblici nel territorio dell'Impero austro-ungarico, tra cui il Palazzo di Giustizia ed il Carcere di Trento e Rovereto.
Schaden era esponente del movimento viennese "universalista", che in architettura si sviluppava con lo stile neogotico e neoclassico
La sua opera più importante è la Pfarrkirche di Rudolfsheim a Vienna, per la quale fu insignito con la Ritterkreuz dell'Ordine Imperiale di Francesco Giuseppe (1900).

## Opere
- 1858-65 Supervisione Ospedale Rudolfstiftung, Vienna
- 1866-73 Sankt-Othmar-Kirche, Vienna
- 1873-87 Anatomisches Institut, Vienna
- 1876 Palazzo di giustizia e struttura carceraria di Feldbach (Stiria, Austria)
- 1876 Restauro del Castello Reale di Wawel, Cracovia
- 1893-1898 Chiesa Parrocchiale di Rudolfsheim (Maria Königin der Märtyrer), Vienna
- 1903 Chiesa Parrocchiale di Karlsbad (Repubblica Ceca)

altre opere senza data:
- Chiese Parrocchiali di Auerschitz  e di Friedeck (Repubblica Ceca)
- Restauro della Chiesa greco-orientale di St.Miroutz  a Suceava (Romania)
- Palazzo di giustizia e struttura carceraria di Trento, Rovereto e Brüx (Repubblica Ceca)
- Struttura a Franzensbad (Repubblica Ceca)
- Unfallversicherungsanstalt, Vienna
- Gräflich Apponyische Gruftkapelle a Bratislava (Slovacchia)

## Opere letterarie
- Karl Schaden, Der Kirchenbau im XIV. Bezirke (Rudolfsheim) am Cardinal-Rauscher-Platz, in "Allgem. Bauzeitung", 1901, pp. 1-4.